# Vim (desinfetante)
Vim é uma marca de desinfetantes Unilever, internacionalmente conhecida como Domestos, e vendida em pelo menos 35 países. No Brasil, comercializa cloro em gel. Domestos é conhecido como Domex na Índia e Filipinas e vendido como "a melhor opção" de limpadores para superfícies, chão e banheiro. No Japão, a marca Domesuto (ドメスト) é popular. Na Holanda, é vendido como Glorix, enquanto no Vietnã e no Brasil é conhecido como Vim, e em alguns países como Klinex.

## História
Domestos foi lançado em 1929 por Wilfred Handley, um químico industrial do Nordeste da Inglaterra. O produto era inicialmente vendido porta a porta por vendedores que reabasteciam as garrafas de barro compradas pelos consumidores. Em 1961, a empresa foi adquirida pela Lever Brothers, atual Unilever.